# Ранок молодої людини
«Ра́нок молодо́ї люди́ни» — п'єса російського письменника  Олександра Островського, написана 1850 року.
Сцени «Ранок молодої людини», закінчені не пізніше жовтня 1850 року, з'явилися в 22-му числі «Москвитянина» того ж року (цензурний дозвіл від 14 листопада 1850 року). Чорнових рукописів сцен не збереглося.
Рецензент журналу «Современник» писав про п'єсу: «Кожен журнал з радістю помістив би  Ранок молодої людини" на своїх сторінках: так багато в цих коротеньких сценках простодушної жвавості й спостережливості» («Лист іногороднього абонента», «Современник», 1851, Т. XXV, С. 95-99).
Натхненний успіхом цієї п'єси, а також двох попередніх («Сімейна картина» 1847 і «Свої люди - розрахуємося» 1849), Островський 1851 року йде зі служби, щоб повністю присвятити себе літературній творчості.
1852 року, посилаючи п'єсу на драматичну цензуру, Островський вніс до неї ряд виправлень (рукопис зберігається в Театральній бібліотеці ім. Луначарського в Санкт-Петербурзі).
Цензурний дозвіл на постановку п'єси «Ранок молодої людини» було отримано 11 листопада 1852 року. Перша вистава відбулася 12 лютого 1853 року в Петербурзі, на сцені  Александрінського театру, в бенефіс  Бурдіна. Роль Недопєкіна грав  Прусаков, Лісавського -  Зубров.
11 травня того ж року п'єса була поставлена на сцені  Малого театру в Москві, в бенефіс  Усачова. Роль Смурова грав  П.М. Садовський, Лісавского -  С.В. Васильєв, Недопєкіна -  Колосов.

## Дійові особи
- Недопєкін Семен Парамонич.
- Лісавській Сидор Дмитрич.
- 1-й молодий чоловік.
- 2-й молодий чоловік.
- Смуров, купець, дядько Недопєкіна.
- Вася, племінник Смурова, двоюрідний брат Недопєкіна.
- Сидорич, прикажчик тітки Недопєкіна.
- Іван, лакей.
- Гришка, хлопчик.